# Юттях
Юття́х (якут. Үүттээх) — село в Верхоянском улусе Республики Саха (Якутия) России. Административный центр Янского наслега.

## География
Село находится в северной части Якутии, в правобережной части долины реки Яна, на расстоянии примерно 7 км (по прямой) к юго-западу от посёлка Батагай, административного центра улуса. Абсолютная высота — 139 м над уровнем моря.
Климат
Климат характеризуется как резко континентальный, с продолжительной морозной малоснежной зимой и коротким прохладным летом. Средняя температура воздуха самого тёплого месяца (июля) составляет 16-17 °C; самого холодного (января) — −38 − −48 °C. Среднегодовое количество атмосферных осадков составляет 150—300 мм. Снежный покров держится в течение 215—235 дней в году.
Часовой пояс
Село Юттях находится в часовой зоне МСК+7. Смещение применяемого времени относительно UTC составляет +10:00.

## Население
| 2002 | 2010 | 2021 |
| ---- | ---- | ---- |
| 203  | ↗207 | ↘130 |

Половой состав
По данным Всероссийской переписи населения 2010 года, в гендерной структуре населения мужчины составляли 44 %, женщины — соответственно 56 %.
Национальный состав
Согласно результатам переписи 2002 года, в национальной структуре населения якуты составляли 50 %, русские — 34 % из 203 чел.

## Улицы
- ул. Геологическая,
- ул. Набережная,
- ул. Советская,
- ул. Совхозная,
- ул. Юттяхская[10].